# Florence Foster Jenkins (filme)
Florence Foster Jenkins é um filme franco-britano-estadunidense de 2016, do gênero comédia (cinema) dramático-biográfica, dirigido por Stephen Frears com roteiro de Nicholas Martin.
O longa conta a história de Florence Foster Jenkins, interpretada por Meryl Streep.

## Elenco
- Meryl Streep - Florence Foster Jenkins
- Hugh Grant - St. Clair Bayfield
- Simon Helberg - Cosmé McMoon
- Rebecca Ferguson - Kathleen Weatherley
- Nina Arianda - Agnes Stark
- John Kavanagh - Arturo Toscanini
- David Haig - Carlo Edwards
- Bríd Brennan - Kitty
- Stanley Townsend - Phineas Stark
- Allan Corduner - John Totten
- Christian McKay - Earl Wilson
- John Sessions - Dr. Hermann

## Prêmios e indicações
| Lista de prêmios e indicações               | Lista de prêmios e indicações | Lista de prêmios e indicações | Lista de prêmios e indicações | Lista de prêmios e indicações | Lista de prêmios e indicações |
| Premiação                                   | Categoria                     | Indicação                     | Resultado                     | R.                            |                               |
| ------------------------------------------- | ----------------------------- | ----------------------------- | ----------------------------- | ----------------------------- | ----------------------------- |
| Critics' Choice Awards                      | Melhor ator em comédia        | Hugh Grant                    | Indicado                      | [ 7 ]                         |                               |
| Critics' Choice Awards                      | Melhor atriz em comédia       | Meryl Streep                  | Venceu                        | [ 7 ]                         |                               |
| Critics' Choice Awards                      | Melhor figurino               | Consolata Boyle               | Indicado                      | [ 7 ]                         |                               |
| European Film Awards                        | Melhor ator                   | Hugh Grant                    | Indicado                      | [ 8 ]                         |                               |
| Evening Standard British Film Awards        | Melhor ator                   | Hugh Grant                    | Venceu                        | [ 9 ]                         |                               |
| Evening Standard British Film Awards        | Technical Achievement         | Consolata Boyle               | Indicado                      | [ 9 ]                         |                               |
| Hollywood Film Awards                       | Melhor ator coadjuvante       | Hugh Grant                    | Venceu                        | [ 10 ]                        |                               |
| Indiana Film Journalists Association Awards | Melhor trilha sonora          | Alexandre Desplat             | Indicado                      | [ 11 ]                        |                               |
| Indiana Film Journalists Association Awards | Melhor atriz                  | Meryl Streep                  | Indicado                      | [ 11 ]                        |                               |
| Indiana Film Journalists Association Awards | Melhor ator coadjuvante       | Simon Helberg                 | Indicado                      | [ 11 ]                        |                               |
| Indiana Film Journalists Association Awards | Melhor ator coadjuvante       | Hugh Grant                    | Indicado                      | [ 11 ]                        |                               |
| Santa Barbara International Film Festival   | Virtuosos                     | Simon Helberg                 | Venceu                        | [ 12 ]                        |                               |
| Satellite Awards                            | Melhor atriz                  | Meryl Streep                  | Indicado                      | [ 13 ]                        |                               |
| Satellite Awards                            | Melhor ator coadjuvante       | Hugh Grant                    | Indicado                      | [ 13 ]                        |                               |